# Yang Han-yeol
Yang Han-yeol (kor. 양한열; ur. 17 sierpnia 2003 w Inczon) – południowokoreański aktor.

## Filmografia

### Filmy
- 2011: Jo-seon Myeong-tam-jeong jako młody niewolnik
- 2013:
  - Wan-jeon So-jung-han Sa-lang jako bratanek Oh-yoo
  - Nah-eui pa-pa-ro-ti jako Ji-min, syn Sang-jina
  - Mi-na moon-bang-goo jako Tae-kwon

### Seriale
- 2011:
  - Cheonileu yaksok jako Cha Ji-Min
  - Choego-ui sarang jako Gu Hyung-kyu
- 2013: Gyeol-hon-ui Yeo-sin jako No Chang-ho
- 2014: Dal-kom-han Bi-mil jako Kwon Hyeok-min
- 2015: Ona była piękna. jako młody Ji Seong-joon
- 2022: All of Us Are Dead jako Yoo Jun-seong[2]

## Nagrody i nominacje
Yang Han-yeol wygrał w 2011 roku MBC Drama Awards w kategorii "Best Young Actor" za rolę w filmie Cheonileu yaksok. W 2015 roku ponownie wygrał tę samą nagrodę w tej samej kategorii, ale za rolę w filmie Ona była piękna..